# ام‌اندجی
ام‌اندجی (انگلیسی: M&J) اولین آلبوم ونسا پارادی، خواننده و مدل محبوب فرانسوی است. این آلبوم در سال ۱۹۸۸ منتشر شد و حاوی تک‌آهنگ موفق جو راننده تاکسی است.

## پیش‌زمینه
تک‌آهنگ اصلی این آلبوم، «جو راننده تاکسی» بود. آهنگی که در فرانسه به موفقیت چشم‌گیری دست یافت و در چارت موسیقی در بریتانیا، سوئد و نروژ در رتبهٔ یکم قرار گرفت. تک‌آهنگ تحسین‌شده‌تر این آلبوم «مرلین و جان» نام داشت که ادای احترامی بود به مرلین مونرو.
| بررسی انتقادی | بررسی انتقادی |
| منبع          | رتبه‌بندی      |
| ------------- | ------------- |
| Allmusic      | [ ۲ ]         |

این آلبوم آغار همکاری بین ونسا پارادی و فرانک لانگولف بود که تا مرگ لانگولف در سال ۲۰۰۶، ادامه داشت.

## فهرست قطعه‌ها
1. «مرلین و جان» ۵:۴۸
2. «ماکسو» ۳:۵۰
3. «خدای خوب یک ملوان است» ۴:۲۸
4. «پشه» ۴:۲۱ (Mosquito)
5. «سلدات» ۵:۴۱
6. «جو له تاکسی» ۳:۵۶
7. «کاپ-کاپ» ۵:۲۱
8. «گربه آناناسی» ۳:۴۷
9. «سوسک» ۶:۲۵
10. «مرلین و جان» (نسخه انگلیسی) ۵:۴۶

تمام آهنگ‌ها نوشته شده توسط اتین رودا گیل (ترانه) و فرانک لانگولف (موسیقی) است.